# 엘로힘 문서
- J: 여호와 문서(기원전 10-9세기)[1][2]
- E: 엘로힘 문서 (기원전 9세기)[1]
- Dtr1: 초기 신명기 역사 문서 (기원전 7세기)
- Dtr2: 후기 신명기 역사 문서 (기원전 6세기)
- P*: 제사장 문서 (기원전 6-5세기)[3][2]
- D†: 신명기 문서
- R: 편집자
- DH: 신명기 역사서 (여호수아기, 판관기, 사무엘서, 열왕기)

20세기 문서설의 도식

엘로힘 문서(Elohist source, E문서)는 벨하우젠의 문서설에서 제시하는 토라 원본들 중 하나로, E 문서라고도 쓴다.
엘로힘 문서의 이름은 하나님의 이름을 엘로힘(Elohim, 히브리어: אלהים)이라는 단어를 사용하고 있는 것에서 유래한다. 이외에도 엘로힘문서(E)를 여러 특징으로 정의한다. 그중 대표적인 요소는 신에 대한 추상적인 관점, 이스라엘의 율법이 부여된 산을 시나이산 대신 호렙산으로 부르는 명칭 사용, 그리고 "하나님을 경외함"이라는 표현의 반복적 사용이다. 엘로힘문서는 조상들의 이야기를 북이스라엘, 특히 에브라임 지역에 위치시키는 경향이 뚜렷하며, 문서가설은 이 문서가 북왕국에서 기원하였으며, 기원전 9세기 후반 무렵에 작성되었을 가능성이 있다고 본다.
그러나 오늘날 대부분의 학자들은 엘로힘문서가 하나의 독립적이고 일관된 문서로 존재했는가에 대해 의문을 제기한다. 또한, 다른 전승들과의 재편집 과정으로 인해 엘로힘 문서의 원래 모습을 재구성하는 것은 매우 어렵다. E 문서는 그 구조가 지나치게 단편적인 것으로 간주되며, 현재는 이 자료가 고대의 다양한 서사 단편들로 구성되어 있으며, 이들 단편은 야훼문서(J)에 흡수·편입된 것으로 보는 견해가 우세하다.
그러나 여전히 상당수의 학자는 엘로힘 전승이 남유다의 편집자들에 의해 재편집의 과정을 거쳤으나, 현재 오경에 남아있는 자료만으로도 엘로힘 문서는 여전히 독립적인 자료로 인식될 수 있다고 인정한다.

## 배경
현대의 학자들은 자료비평의 연구 결과로, 모세 오경이 '모세'라는 단일 저자에 의해 작성된 것이 아니라 여러 독립된 자료와 다양한 저자들에 의해 형성되었다는 점에는 대체로 동의한다. 그러나 이러한 자료들이 어떻게 활용되어 성경의 처음 다섯 권이 구성되었는지에 대해서는 여전히 의견이 크게 엇갈린다. 문서가설은 20세기 동안 학계의 주류 이론으로 자리 잡았으나, 그에 대한 공감대는 점차 약화되었고 현재는 많은 수정이 이루어진 형태로만 일부 지지를 받고 있다. 오늘날 문서가설을 지지하는 이들도 편집자들이 단순히 자료들을 집대성했을 뿐 아니라, 자신만의 내용을 적극적으로 추가한 창작자였다고 보는 경향이 강하다. 문서가설을 전면적으로 거부하는 학자들 가운데 가장 큰 수정은 엘로힘문서(E)와 야훼문서(J)를 하나의 출전으로 통합하는 견해이며, 제사장문서(P)는 이 합성 문서에 가해진 일련의 편집적 수정으로 이해된다.
문서가설에 대한 대안 이론은 크게 단편가설(fragmentary theory)과 보충가설로 나뉜다. 단편가설은 롤프 렌토르프와 에르하르트 블룸의 연구에서 뚜렷하게 드러나며, 오경은 짧은 이야기 단위들이 점차적으로 모여 큰 단락을 이루고, 이후 신명기 계열 저자에 의해 결합되었으며, 마지막으로 기원전 6~5세기의 제사장 계열 저자가 자신의 자료를 추가하면서 완성되었다고 본다.
보충가설은 존 반 시터스(John Van Seters)의 연구에서 대표적으로 나타난다. 그는 야훼문서(J)를 단편들의 집합이 아니라 완결된 하나의 문서로 보고, 그 작성 시점을 기원전 6세기로 설정하며, 이 문서를 여호수아기에서 열왕기까지 이어지는 신명기 역사서의 서문으로 간주한다. 이후 제사장 계열의 저자들이 여기에 보충을 가하였고, 이러한 확장은 기원전 4세기 말까지 이어졌다고 본다.

## 저작연대
문서설의 지지자들은 엘로힘 문서(이하 E문서)를 대략 여로보암 2세때인 기원전 8세기 문서로 예언자들의 등장 이전에 기록된 것으로 추정한다.

## 특징
E문서는 이스라엘의 역사를 천지창조나 노아의 홍수가 아닌 아브라함이 하나님의 부르심을 받는 장면에서 시작한다. E문서에는 두 가지 강조점이 있다.
첫째, 하나님에 대한 "순종" 또는 “경외”이다.
둘째, 하나님과 백성 사이에 중재자 역할을 하는 예언자로서 모세의 역할이다. E문서에서 모세는 최고의 예언자로 여겨진다.
여호와 문서(이하 J문서)와 다르게 E문서의 하나님은 초월적 능력과 권위를 가진 분으로 사자들의 중재를 통해, 꿈이나 환상이라는 매개를 통해 자신을 계시한다.

## J문서와의 차이[19]
E문서는 북이스라엘에 특별한 관심이 있으며, 이는 유다 왕국의 입장에서 기록된 J문서와 다음과 같은 차이들을 보인다.

### 세겜
여로보암 1세 때의 북이스라엘의 수도인 세겜에 대한 관점이다. J문서는 세겜을 원주민들에 대한 학살의 결과로 얻은 도시로 표현하지만, E문서는 야곱이 그 곳을 샀다고 표현한다.

### 상속권
J문서에서 야곱에게서 장자 상속권을 받는 것은 유다이다. 그러나 E문서에서 야곱은 요셉의 두 아들 에브라임과 므낫세에게 야곱의 아들들과 동일한 위치를 부여하고, 요셉의 아들들을 축복하며 오른손을 에브라임의 머리에 얹으며, 형 므낫세보다 아우인 에브라임이 더 크게 될 것이라고 말한다. 이는 북이스라엘의 여로보암왕(예로보암 1세)이 에브라임 지파인 것과 무관하지 않다.

### 요셉
형제들이 요셉을 죽이려 했을 때, 요셉을 구하려 한 것은 J문서에서는 유다이지만, E문서에서는 르우벤이다.
E문서에서 요셉은 자신의 장례를 고향 땅에서 치를 것을 요청하고, 출애굽 이야기의 끝부분에서 이스라엘 백성은 요셉의 뼈를 가지고 간다. 그리고 요셉의 무덤은 세겜에 있었다.

### 여호수아와 갈렙
E문서는 모세의 조력자로서 에브라임 지파 출신인 여호수아의 역할이 강조한다. 여호수아가 이스라엘 지파들에게 마지막으로 연설한 곳은 북이스라엘의 수도가 되는 세겜이었다.
그러나 J문서는 가나안 정탐꾼 중 여호수아가 아닌 유다 지파 출신인 갈렙의 역할을 강조한다. 갈렙의 영토에는 헤브론이 있었다.

### 법궤와 성막
E문서에는 법궤가 등장하지 않고, J문서에는 회막이 등장하지 않는다.

## 또 다른 E문서의 발견 – P문서
학자들은 E문서가 하나가 아닌, 두 개의 자료임을 발견한다. 하나님을 엘로힘으로 부른 이야기 그룹 내에서도 이중적 표현이 있음을 감지한 것이다.
특히 제사장들에게 관심을 갖고 있는 것으로 보이는 이 자료는 제사장 문서(Priestly source, P 문서)로 분류된다.

## 같이 보기
- 문서설
- 보충설
- 여호와 문서
- 제사장 문서
- 신명기 문서